# 劇団NLT
劇団NLT（げきだんエヌエルティー）は、日本の劇団。1964年（昭和39年）1月10日に三島由紀夫により結成されたNLT（Neo Littérature Théâtre）が母体である。三島らが脱退した後は喜劇を専門に公演を行っている。2021年現在の代表は川端槇二。

## 概要
1963年（昭和38年）12月に文学座を退座した青野平義、三島由紀夫、賀原夏子、中村伸郎、南美江、丹阿弥谷津子、村松英子、矢代静一らにより、1964年（昭和39年）1月10日に「グループNLT」として結成された。NLTとは「Neo Littérature Théâtre」（日本語では新文学座）の頭文字をとったもので、名付け親は岩田豊雄（獅子文六）。
1968年（昭和43年）4月、賀原らとの路線対立から、三島、中村、南らが「グループNLT」を脱退したことにより、現在の「劇団NLT」に名称が変更され、喜劇専門の劇団となる。この時より「コメディ路線」を歩み始めたとしている。脱退した三島らは同年の4月17日に「浪曼劇場」を正式結成した。
賀原を中心として、主にブールヴァール（フランス喜劇）を上演。賀原の死後も、この路線は踏襲されている。また、黒柳徹子が「劇団NLT」としての旗揚げ公演に客演して以来、多くの公演に出演している。
また、NLT文芸演出部には、翻訳家の黒田絵美子や脚本家の池田政之がいる。
1972年、「池袋アートシアター」がリフォームする際に全面協力。現在の名称「シアターグリーン」と命名し、杮落し公演も務めた。
俳優教室を開校していた時期もあり、同講座で受講した者や本劇団出身者には、藤岡弘、や佐々木剛など、のちに特撮作品で主演をつとめた俳優も多い。

## 受賞歴
1965年 「サド侯爵夫人」で昭和40年度芸術祭演劇部門賞受賞。
1966年 「リュイ・ブラス」における演技で村松英子が第1回紀伊国屋演劇賞受賞。
1967年 「朱雀家の滅亡」における演技で中村伸郎が第2回紀伊国屋演劇賞受賞。
1970年 「マカロニ金融」で昭和45年度芸術祭優秀賞受賞。
1976年 「ササフラスの枝にそよぐ風」における演出で利光哲夫と賀原夏子が昭和51年度芸術祭優秀賞演出部門賞受賞。
1989年 「毒薬と老嬢」で平成元年度芸術祭演劇部門賞受賞。
2019年 「やっとことっちゃうんとこな」における作・演出で池田政之が第20回テアトロ演劇賞受賞。
　※同作は、若手俳優たちが劇中で歌舞伎を演じるという新劇史上初の試みが高く評価された。

## 所属俳優

### 男性
- 池田俊彦
- 海宝弘之
- 加納健次
- 亀井惟志
- 川崎敬一郎
- 川島一平
- 川端槇二
- 桑原一明
- 小泉駿也
- 小林勇樹
- 阪本竜太

- 左良拓司
- 飛田康介
- 永田博丈
- 西健太
- 根本拓人
- 平松慎吾
- 藤波大
- 松岡翔
- 山田敦彦
- 山本行平
- 由川信幸
- 渡辺 力

### 女性
- 阿知波悟美
- 安奈ゆかり
- いしわたりようこ
- 泉関奈津子
- 大槻千草
- 小笠原里奈
- 緒方絵理
- 小島美波
- 葛城ゆい
- 木村有里
- 佐藤まり
- 杉山美穂子

- 田中麻樹
- 永井美羽
- 凪ともこ
- 萩原万里子
- 樋ノ口美優
- 藤川恵梨
- 眞継玉青
- 宮本亜美
- 守屋利香
- 山﨑未花
- 吉越千帆
- 早稲田真樹

・なお、「団友」として合田雅吏が提携している。

## 演出部
- 小林史
- 竹内一貴

## 文芸演出部
- 池田政之
- グレッグ・デール
- 黒田絵美子
- 出戸一幸

第二文芸部
- 山﨑哲史
- ふじもり夏香
- 大塚祥平
- 佐藤雅俊
- 武浩幸

## 過去の所属者
- 目黒幸子
- 真弓田一夫
- 北見治一
- 奥野匡（現所属：希楽星）
- 山本廉
- 川合伸旺
- 大神信
- 勝部演之
- 長沢大[4]
- 中山仁
- 倉石功
- 森秋子
- 上田みゆき
- 簗正昭
- 新海丈夫
- 中嶋しゅう
- 沼崎悠
- 伴大介（現所属：キリンプロ）
- 市東昭秀
- 青木和代（現所属：希楽星）
- 矢野間啓治
- 水谷邦久
- 信澤三惠子
- 清水大敬
- 加藤要子
- 米岡雅子
- 鷲尾真知子（現所属：シス・カンパニー）
- 大月秀敏
- 竹之内啓喜（現所属：ケイエムシネマ企画）
- 津賀有子（現所属：青二プロダクション）
- 真堂藍
- 青島健介（現所属：ラヴァンス）
- 大河望（現所属：Adroaig）
- 高尾まみ（現所属：プロダクション・タンク）
- 松村良太
- 坂下信人
- 浦本早都美
- 小西早苗
- 平井智美
- 渡辺直子
- 北浦貴之
- 田井中美佳
- 高越昭紀
- 川島拓
- 飯田謙
- 環みほ
- 久保田千太郎
- 小泉あきら
- 中村瑞希
- 佐藤淳
- 山中臨在
- 古今亭文菊（本名で在籍）

## 俳優教室で学んだ俳優
- 藤岡弘、
- 佐々木剛
- 山口豪久
- 小野川公三郎
- 夏夕介[5]
- 飛田展男（主に声優として活動中）
- 倉吉朝子

## 代表作品
- 毒薬と老嬢
- ニノチカ
- マカロニ金融
- ばらばら
- Oh！ マイ ママ
- 嫁も姑も皆幽霊
- 宴会泥棒
- 佐賀のがばいばあちゃん
- 恋の冷凍保存

など

## 歴史
| 年                     | 月      | 作品名、主な出来事など |
| ---------------------- | ------- | --- |
| 1964                   | 1       | 「グループNLT」結成。六本木に事務所を構える。 |
| 1965                   | 3       | 「誘拐」矢代静一作／水田晴康演出 |
| 1965                   | 5       | 「近代能楽集 斑女、弱法師」三島由紀夫作／寺崎嘉浩、水田晴康演出 |
| 1965                   | 7       | 「ヴァージニアウルフなんか恐くない」E. オールビー作／鳴海四郎訳／松浦竹夫演出 |
| 1965                   | 11      | 「サド侯爵夫人」三島由紀夫作／松浦竹夫演出 |
| 1966                   | 1       | 「信天翁-あほうどり」飯沢匡作・演出 |
| 1966                   | 10      | 「リュイ・ブラース」V. ユーゴー作／池田弘太郎訳／三島由紀夫潤色／松浦竹夫演出 |
| 1967                   | 6       | 「鹿鳴館」三島由紀夫作／松浦竹夫演出 |
| 1967                   | 10      | 「朱雀家の滅亡」三島由紀夫作／松浦竹夫演出 |
| 1968                   | 2       | 「デリケイト・バランス」E. オールビー作／鳴海四郎訳／松浦竹夫演出 |
| 「コメディ路線」始まる |         | |
| 1968                   | 6       | 「マカロニ金融」A. ユッソン作／和田誠一訳／飯沢匡演出 |
| 1968                   | 7       | 「みごとな女」森本薫作／奥野匡演出 「驟雨」岸田國士作／宮内順子演出 「大変な心配」クルトリーヌ作 「留守」岸田國士作／河野宏演出 |
| 1968                   | 10      | 「牛山ホテル 岸田國士追悼15周年記念公演」岸田國士作／衣笠貞之介演出 |
| 1969                   | 1       | 「松の三番 唖の一声」 |
| 1969                   | 3       | 「駝鳥の卵」A. ルッサン作／和田誠一訳／飯沢匡演出 |
| 1969                   | 9       | 「しんしゃく源氏物語」榊原政一作／奥野匡演出 |
| 1969                   | 9       | 「ロマノフとジュリエット」P. ユスティノフ作／和田誠一訳／賀原夏子演出 |
| 1970                   | 1       | 「ハッピージャーニー」T. ワイルダー作／鳴海四郎訳／賀原夏子演出 |
| 1970                   | 1       | 「着るもんがないのよ」梅田晴夫作／仁科余志夫演出 「サイコロトバク」梅田晴夫作／賀原夏子演出 |
| 1970                   | 2       | 「にんじん」J. ルナール作／山田珠樹訳／梅本重信演出 |
| 1970                   | 2       | 「おらんだ人形」池谷信三郎作／河野宏演出 |
| 1970                   | 4       | 「ラ・マンマ」A. ルッサン作／前田右府朗訳／衣笠貞之介 |
| 1970                   | 6       | 「門」別訳実作／和島正勝演出 |
| 1970                   | 8       | 「王様は魔法がお好き」飯沢匡作・演出 |
| 1970                   | 10      | 「マカロニ金融」 同作が昭和45年度 芸術祭 優秀賞 受賞 |
| 1971                   | 3       | 「バタン君」クルトリーヌ作／高橋邦太郎訳／和島正勝演出 |
| 1971                   | 3       | 「ルリュ爺さんの遺言」デュガール作／堀口大学訳／吉岩正晴演出 |
| 1971                   | 4       | 「スガナレル」モリエール作／安堂信也訳／加藤新吉演出 |
| 1971                   | 6       | 「商船テナシティ」C. ヴィルドラック作／森田俊二演出 |
| 1971                   | 6       | 「オスカー」C. マニエ作／梅田晴夫訳／賀原夏子演出 |
| 1971                   | 7       | 「坊やに下剤を」G. フェドー作／岩瀬孝訳／村上登志夫演出 |
| 1971                   | 8       | 「みそっかす神様」飯沢匡作／小森美己演出 |
| 1971                   | 9       | 「別れも愉し」J. ルナール作／岸田國士訳／和島正勝演出 「声」J. コクトー作／岩瀬孝訳／吉岩正晴 |
| 1971                   | 12      | 「フィガロの結婚」ボーマルシェ作／森田俊二演出 |
| 1972                   | 1       | 「仏蘭西コメディ研究会 スガナレル」モリエール作／安堂信也訳／加藤新吉演出 「ルリュ爺さんの遺言」 「相寄る魂」G. フォワシィ作／梅田晴夫訳／森田俊二演出 「坊やに下剤を」 「バタン君」 「劇場の異邦人」A. ルッサン作／梅田晴夫訳／賀原夏子演出 |
| 1972                   | 4       | 「娼婦マヤ第一部」S. ガンチョン作／村上登志夫演出 |
| 1972                   | 5       | 「巴里の魔女同盟」A. ルッサン作／梅田晴夫訳／水田晴康演出 |
| 1972                   | 7       | 「娼婦マヤ第二部」S. ガンチョン作／森田俊二演出 |
| 1972                   | 7       | 「相寄る魂／親父の説教」G. フォワシィ作／賀原夏子、森田俊二演出 |
| 1972                   | 8       | 「ごりらの学校 ぼうしでじゃんけん」筒井敬介作／小森美己演出 |
| 1972                   | 9       | 「恋の冷凍保存」J. B. リュック作／梅田晴夫訳／賀原夏子演出 |
| 1972                   | 11      | 「坊やに下剤を CALM1」キノ・トール演出 「劇場の異邦人」 |
| 1973                   | 2       | 「奥様にご用心 CALM2」A. ルッサン作／梅田晴夫訳／賀原夏子演出 |
| 1973                   | 5       | 「逢びき CALM3」N. カワード作／内村直也訳／賀原夏子演出 「旅する灯」N. カワード作／仁科余志夫訳／村上登志夫演出 |
| 1973                   | 8       | 「商船テナシティ CALM4」S. ヴィルドラック作／高橋邦太郎訳／森田俊二演出 |
| 1973                   | 9       | 「ルリュ爺さんの遺言」 「ハッピージャーニー」 |
| 1973                   | 10      | 「ゴッドマザー」F. ダール作／利光哲夫訳／飯沢匡演出 |
| 1973                   | 12      | 「逢びき CALM5」N. カワード作／内村直也訳／賀原夏子演出 |
| 1974                   | 2       | 「四角関係 CALM6」C. マニエ作／梅田晴夫訳／村上登志夫演出 |
| 1974                   | 2       | 「劇場の異邦人」 「国語の時間」M. バリエ作／吉岩正晴演出 |
| 1974                   | 2       | 「サイコロトバク／ロングクリスマスディナー」T. ワイルダー作／賀原夏子演出 |
| 1974                   | 4       | 「着るもんがないのよ」 「サイコロトバク」 |
| 1974                   | 6       | 「男なんて？」F. ドラン作／梅田晴夫訳／賀原夏子演出 |
| 1974                   | 7       | 「男なんて？ CALM7」F. ドラン作／梅田晴夫訳／賀原夏子演出 |
| 1974                   | 7       | 「お話まとめて花いちもんめ」長崎武昭作／坂上道之助演出 |
| 1974                   | 8       | 「ああ、結婚」坂上道之助演出 |
| 1974                   | 9       | 「男なんて？」 |
| 1974                   | 9       | 「四角関係」 |
| 1974                   | 11      | 「声楽家の肖像」モルナール作／鈴木善太郎訳（ｴﾋﾟｿｰﾄﾞ･ｺﾒﾃﾞｨ･ﾌｪｽﾃｨﾊﾞﾙ） 「殴られ同志」GSカフマン作／内村直也訳 「帽子」GSカフマン作／内村直也訳 「幸福な妻」GSカフマン作／内村直也訳／賀原夏子演出 「結婚とは」GSカフマン作／内村直也訳／森田俊二演出 「晩さん会のテーブル」GSカフマン作／内村直也訳／村上登志夫演出 「理想の夫」GSカフマン作／内村直也訳 「愚かなる名案」GSカフマン作／内村直也訳 「恋はすれども」GSカフマン作／内村直也訳 「天の愛・地の愛」GSカフマン作／内村直也訳 「警鐘」GSカフマン作／内村直也訳 「若気のあやまち」N. カワード作／飯島正訳 「ドーヴァーの税関」N. カワード作／飯島正訳 |
| 1975                   | 2       | 「ミニミニミニィ CALM9」C. マニエ作／梅田晴夫訳／村上登志夫演出 |
| 1975                   | 3       | 「お話まとめて花いちもんめ」 |
| 1975                   | 5       | 「二匹の猫と一匹の鼠」R. トマ作／和田誠一訳／村上登志夫演出 |
| 1975                   | 6       | 「罠」R. トマ作／和田誠一訳／賀原夏子演出 |
| 1975                   | 7       | 「ら・睡眠薬 CALM10」C. マニエ作／梅田晴夫訳／賀原夏子演出 |
| 1975                   | 9       | 「何をしてたの五十年」A. ルッサン作／小澤僥謳訳／中村哮夫演出 |
| 1975                   | 11      | 「オウムとにわとり」R. トマ作／小澤僥謳訳／賀原夏子演出 |
| 1976                   | 1       | 「女ばかりの村」キンテーロ作／菅原卓訳／賀原夏子演出 |
| 1976                   | 2       | 「ミザントローブ CALM11」モリエール作／賀原夏子脚色／村上登志夫演出 |
| 1976                   | 4       | 「にんじん」J. ルナール作／山田珠樹訳／森田俊二演出 |
| 1976                   | 6       | 「懐を痛めずに」T. ベルナール作／岸田國士訳／橋本委久子演出 |
| 1976                   | 7       | 「ル・トルアディク氏の放蕩」J. ロマン作／岩田豊雄訳／賀原夏子演出 |
| 1976                   | 8       | 「にんじん」 |
| 1976                   | 9       | 「サンブレロ」S. ミハルコフ作／西郷竹彦訳／森田俊二演出 |
| 1976                   | 10      | 「ササフラスの枝にそよぐ風 CALM12」R. オバルディア作／利光哲夫、賀原夏子演出 同作が昭和51年度芸術祭 優秀賞 演出部門 受賞 |
| 1976                   | 12      | 「十字花」L. ベル作／小澤僥謳訳／飯沢匡演出 |
| 1977                   | 2       | 「ササフラスの枝にそよぐ風 CALM13」 |
| 1977                   | 3       | 「水族館 CALM13」A. ニコライ／和田誠一訳／賀原夏子、村木悦朗演出 |
| 1977                   | 6       | 「下町のカフェ」D. アミエル／岩瀬孝訳／賀原夏子演出 |
| 1977                   | 9       | 「殺人同盟」R. トマ作／和田誠一訳／賀原夏子演出 |
| 1977                   | 10      | 「泣いた赤鬼」浜田広介作／森田俊二演出 「お話まとめて花いちもんめ」長崎武昭作／坂上道之助演出 「風変わりなロマンス」T. ウィリアムス作／鳴海四郎訳／平山勝演出 |
| 1977                   | 12      | 「三億ぼっちでどうなるもんかよ CALM14」D. カマンカ作／梅田晴夫訳／村上登志夫演出 「まんが世界昔話」長崎武昭作／中村哮男演出 |
| 1978                   | 2       | 「オーカッサンとニコレット」川本茂雄訳／賀原夏子演出 |
| 1978                   | 4       | 「月の小鳥たち CALM15」M. エーメ作／宗左近訳／賀原夏子演出 |
| 1978                   | 5       | 「ササフラスの枝にそよぐ風」 |
| 1978                   | 7       | 「再会」F. モルナール作／鈴木善次郎訳／平山勝演出 「落伍者の群れ」A. ルノルマン作／岸田國士訳／賀原夏子演出 |
| 1978                   | 8       | 「まんが世界昔話」首藤剛志作／中村哮男演出 |
| 1978                   | 10      | 「ブーシバルの吸血鬼 CALM16」G. ヌブー作／利光哲夫訳・演出 「二匹の猫と一匹の鼠」R. トマ作／和田誠一訳／平山勝演出 「ルルシーヌ街殺人事件」ラビッシュ作／梅田晴夫訳／村上登志夫演出 |
| 1978                   | 12      | 「ササフラスの枝にそよぐ風」原田俊雄脚色・演出 |
| 1979                   | 2       | 「オーカッサンとニコレット」賀原夏子、坂上道之助演出 |
| 1979                   | 4       | 「ジュリコのバラ」原田俊雄演出 |
| 1979                   | 6       | 「ロマンティシズム」高田保作／平山勝演出 「葱畑」高田保作／平山勝演出 「ある夫婦の場合」高田保作／賀原夏子演出 |
| 1979                   | 8       | 「孫悟空、人食い鬼、かぐや姫」首藤剛志作／賀原夏子演出 |
| 1979                   | 9       | 「つきとつけ」Ｆ. ドラン作／梅田晴夫訳／中村哮男演出 |
| 1979                   | 10      | 「オーカッサンとニコレット」 |
| 1979                   | 12      | 「ジャック・ダウ」グレゴリー夫人作／原田俊雄演出 「孫悟空、人食い鬼、かぐや姫」 |
| 1980                   | 1       | 「孫悟空、人食い鬼、かぐや姫」 |
|                        | 2       | 「落伍者の群れ」 |
|                        | 6       | 「すばらしい靴屋の女房」G. ロルカ作／会田由訳／原田俊雄演出 |
|                        | 9       | 「ドリームガール」E. ライス作／中川龍一訳／賀原夏子演出 |
| 1981                   | 1       | 「何をしてたの五十年」 |
| 1981                   | 3       | 「エドワールとアグリッピーヌ」R. オバルディア作／利光哲夫訳／賀原夏子演出 「街角」高田保作／平山勝演出 「命を弄ぶ男二人」岸田國士作／賀原夏子演出 |
| 1981                   | 4       | 「馬泥棒」Ｂ. ショー作／賀原夏子演出 |
| 1981                   | 5       | 「燧石」サザーランド作／原田俊雄演出 「絞首人はまってくれない」D. カー作／賀原夏子演出 |
| 1981                   | 7       | 「文法」ラビッシュ作／梅田晴夫訳／平山勝演出 |
| 1981                   | 9       | 「ホテルZOO」R. トマ作／米村晰訳／賀原夏子演出 |
| 1981                   | 10      | 「オスカー 梅田晴夫追悼公演」C. マニエ作／梅田晴夫訳／賀原夏子演出 |
| 1981                   | 12      | 「ポット・ボイラー」A. ガーステンバーグ作／中田耕治訳／平山勝演出 |
| 1982                   | 2       | 「人生 高田保作品集」高田保作／原田俊雄演出 「葱畑その1」高田保作／賀原夏子演出 「葱畑その2」高田保作／原田俊雄演出 「葱畑その3」高田保作／平山勝演出 「ロマンティシズム」高田保作／平山勝演出 「街角」高田保作／平山勝演出 「ある夫婦の場合」高田保作／賀原夏子演出 |
| 1982                   | 4       | 「ピノキオ、にんぎょ姫」首藤剛志作／賀原夏子演出 |
| 1982                   | 8       | 「プレイボーイが狙った女」R. トマ作／仁科余志子訳／賀原夏子演出 |
| 1983                   | 1       | 「オーカッサンとニコレット」川本茂雄訳／賀原夏子、坂上道之助演出 「ピノキオ、にんぎょ姫」 |
| 1983                   | 2       | 「ジゼルと粋な子供たち」F. カンポ作／和田誠一訳／賀原夏子演出 |
| 1983                   | 5       | 「海抜三千二百メートル」J. ルシェール作／原千代海訳／原田俊雄演出 |
| 1983                   | 6       | 「輪舞」A. シュニッツラー作／津浦秀爾訳／中村哮夫演出 |
| 1983                   | 7       | 「幸福な妻 シアターナイン第一回公演」F. モルナール作／鈴木善次郎訳／賀原夏子演出 「恋はすれども」F. モルナール作／鈴木善次郎訳／賀原夏子演出 「着るもんがないのよ」梅田晴夫作／賀原夏子演出 |
| 1983                   | 8       | 「サイコロトバク」 「着るもんがないのよ」 |
| 1983                   | 9       | 「劇場の異邦人 シアターナイン第二回公演」 「サイコロトバク」 「坊やに下剤を シアターナイン第三回公演」J. フェドー作／岩瀬孝訳／水田晴康演出 |
| 1983                   | 10      | 「葱畑 シアターナイン改めWEN第四回公演」 「命を弄ぶ男二人」 「オウムとにわとり」R. トマ作／小澤僥謳訳／水田晴康演出 |
| 1983                   | 11      | 「ドーヴァーの税関 WEN第五回公演」N. カワード作／飯嶋正訳／賀原夏子演出 「あやとり」N. カワード作／賀原夏子演出 「旅する灯」N. カワード作／仁科余志子訳／賀原夏子演出 |
| 1983                   | 12      | 「ホテル・ボルティモア WEN第六回公演」L. ウィルソン作／小澤僥謳訳・演出 「釣堀にて」久保田万太郎作／賀原夏子演出 |
| 1984                   | 2       | 「相寄る魂 WEN第七回公演」G. フォアシィ作／梅田晴夫訳／水田晴康演出 「ダルマーさんに会いたい」V. カタイエフ作／和田誠一訳／賀原夏子演出 |
| 1984                   | 3       | 「商船テナシティ WEN第八回公演」C. ヴィルドラック作／高橋邦太郎訳／賀原夏子演出 |
| 1984                   | 4       | 「嫉妬」S. ギトリー作／岡田正子訳・演出 |
| 1984                   | 5       | 「ピノキオ、人食い鬼のお話」首藤剛志作／賀原夏子演出 |
| 1984                   | 6       | 「四角関係」C. マニエ作／梅田晴夫訳／賀原夏子演出 「上の息子 WEN第九回公演」ヴァムピーロフ作／桜井郁子訳／原田俊雄演出 |
| 1984                   | 7       | 「大変な心配 WEN第十回公演」クルトリーヌ作／高橋邦太郎訳／賀原夏子演出 「警鐘」カフマン作／内村直也訳／賀原夏子演出 「懐を痛めずに」ベルナール作／岸田國士訳／賀原夏子演出 「バタン君」クルトリーヌ作／高橋邦太郎訳／賀原夏子演出 |
| 1984                   | 8       | 「ｻｻﾌﾗｽの枝にそよぐ風 WEN第十一回公演」R. ｵﾊﾞﾙﾃﾞｨｱ作／利光哲夫訳／原田俊雄演出 |
| 1984                   | 10      | 「世の中みんなテスト病」I. ワラック作／和田誠一訳／飯沢匡演出 「来られない友に乾杯 WEN第十二回公演」A. エイクボーン作／水野儀一訳／賀原夏子演出 |
| 1984                   | 12      | 「僕 WEN第十三回公演」金田賢一作・演出 「友」金田賢一作・演出 「セロ弾きのゴーシュ」金田賢一作・演出 |
| 1985                   | 1       | 「スノウ・エンジェル WEN第十四回公演」L. ｼﾞｮﾝｶﾛﾘｰﾉ／守輪咲良訳／賀原夏子演出 |
| 1985                   | 2       | 「危険なパーティ」ジェームズ三木作・演出 「STOP THE WORLD WET」ﾌﾞﾘｯｶｽ&ﾆｭｰﾘｰ作／青木陽治、堤孝夫訳／坂上道之助演出 「ピノキオ、人魚姫」首藤剛志作／賀原夏子演出 |
| 1985                   | 5       | 「短すぎるよ人生は」A. ルッサン作／利光哲夫訳・演出 |
| 1985                   | 6       | 「二匹の猫と一匹のねずみ WET」R. トマ作／和田誠一訳／大江夏生演出 |
| 1985                   | 7       | 「世の中みんなテスト病」 「気まぐれ夫婦ばんざい WET」A. エイクボーン／黒田絵美子訳／ﾃﾞﾎﾞﾗ･ﾃﾞｨｽﾉｰ演出 |
| 1985                   | 9       | 「斑女」三島由紀夫作／原田俊雄演出 「卒塔婆小町」三島由紀夫作／原田俊雄演出 |
| 1985                   | 10      | 「水族館」A. ニコライ作／和田誠一訳／賀原夏子演出 賀原夏子が紫綬褒章を受賞 |
| 1986                   | 1       | 「STOP THE WORLD」 「三億ぼっちでどうなるもんかよ」D. カマンカ作／梅田晴夫訳／原田俊雄演出 |
| 1986                   | 2       | 「名医先生」N. サイモン作／鳴海四郎訳／デボラ・ディスノー演出 |
| 1986                   | 6       | 「愚かな女」M. アシャール作／泉田武二訳／賀原夏子演出 |
| 1986                   | 9       | 「にんじん WET」J. ルナール作／山田珠樹訳／原田俊雄演出 「水族館」 |
| 1986                   | 10      | 「未婚のパパ」F. ドラン作／梅田晴夫訳／賀原夏子演出 |
| 1986                   | 11      | 「河の見える6DK」B. ランドール作／山内あゆ子訳／勝田安彦演出 |
| 1987                   | 1       | 「世の中みんなテスト病」 |
| 1987                   | 5       | 「毒薬と老嬢」J. ケッセリング作／黒田絵美子訳／デボラ・ディスノー演出 |
| 1987                   | 7       | 「出来事」P. メリメ作／大江夏生演出 |
| 1987                   | 8       | 「四季の庭」バリエ&グレディ作／幸田礼雅訳／賀原夏子演出 |
| 1987                   | 10      | 「ノーセックスプリーズ」A. マリオット&A. フット作／加藤恭平訳／賀原夏子演出 |
| 1987                   | 11      | 「愛と偶然の戯れ」マリボー作／賀原夏子演出 「愚かな女」 |
| 1988                   | 1       | 「恋人」H. ピンター作／喜志哲雄訳／勝田安彦演出 「毒薬と老嬢」 |
| 1988                   | 5       | 「舞台は夢」コルネイユ作／賀原夏子演出 |
| 1988                   | 6       | 「愚かな女」 |
| 1988                   | 7       | 「夢見る乙女」E. ライス作／中川龍一訳／賀原夏子演出 |
| 1988                   | 10      | 「四季の陽射し」バリエ&グレディ作／幸田礼雅訳／賀原夏子演出 |
| 1988                   | 11      | 「毒薬と老嬢」大江夏生演出 |
| 1989                   | 1       | 「ニノチカ」M. レンゲル作／黒田絵美子訳／飯沢匡演出 |
| 1989                   | 4       | 「ばらばら」A. エイクボーン作／出戸一幸訳／賀原夏子演出 |
| 1989                   | 6       | 「商船テナシティ」大江夏生演出 「水族館」 |
| 1989                   | 8       | 「運命の皮肉」E. ﾌﾟﾗｷﾞﾆｽﾃｨ&E. ﾘｬｻﾞｰﾉﾌ作／桜井郁子訳／川端槇二演出 |
| 1989                   | 9 ｜ 11 | 「毒薬と老嬢」 同作が平成元年度 芸術祭賞 受賞 |
| 1990                   | 1       | 「ノーセックスプリーズ」 「ニノチカ」 |
| 1990                   | 4       | 「ペプシー」P. ブリュノ／利光哲夫訳／賀原夏子演出 |
| 1990                   | 5       | 「ニノチカ」 |
| 1990                   | 6       | 「ばらばら」 |
| 1990                   | 9       | 「サーカス殺人事件」R. トマ作／利光哲夫訳／賀原夏子演出 |
| 1990                   | 11      | 「ばらばら」 |
| 1991                   | 1       | 「毒薬と老嬢」 |
| 1991                   | 3       | 故・賀原夏子 勲四等宝冠章 受章\|- |
| 1991                   | 4       | 「二匹の猫と一匹の鼠」大江夏生演出 「ルルシーヌ街殺人事件」原田俊雄演出 |
| 1991                   | 5       | 「毒薬と老嬢」 |
| 1991                   | 10      | 「恋の冷凍保存 賀原夏子追悼公演」川端槇二演出 |
| 1991                   | 11      | 「ばらばら」 |
| 1992                   | 1       | 「佐倉家の青春」牛窪正弘作・演出 「ニノチカ」 |
| 1992                   | 2       | 「海抜三千二百メートル」山本廉、柳沢紀男演出 |
| 1992                   | 4       | 「サーカス殺人事件」 |
| 1992                   | 5       | 「ニノチカ」 |
| 1992                   | 7       | 「御意にまかす」R. ピランデルロ作／岩田豊雄訳／小林裕演出 |
| 1992                   | 8       | 「ばらばら」 |
| 1992                   | 10      | 「女房という他人」ジェームス三木作・演出 |
| 1992                   | 11      | 「ル・坊や」J. レトラス作／幸田礼雅訳／原田俊雄演出 |
| 1992                   | 12      | 「恋の冷凍保存」 |
| 1993                   | 1       | 「ニノチカ」 |
| 1993                   | 5       | 「旅する灯 ブールヴァール小品集」N. カワード作／仁科余志夫訳／原田俊雄演出 「いやます苦痛」N. カワード作／仁科余志夫訳／原田俊雄演出 「大変な心配」クリトリーヌ作／川端槙二演出 「ドーヴァーの税関」原田俊雄演出 |
| 1993                   | 7       | 「パパと呼ばないで」ブリケール＆ラゼイグ作／幸田礼雅訳／原田俊雄演出 |
| 1993                   | 8       | 「女房という他人」 |
| 1993                   | 9       | 「火事ハドコダ！」P. コフート作／小澤僥謳訳・演出 |
| 1993                   | 11      | 「ホテルZOO」R. トマ作／米村晰訳／川端槇二演出 |
| 1994                   | 2       | 「羨ましい女たち」藤野正人作／小澤僥謳演出 |
| 1994                   | 3       | 「女房という他人」 |
| 1994                   | 4       | 「ばらばら」 |
| 1994                   | 5       | 「ニノチカ」 |
| 1994                   | 6       | 「ぷれいぼーい」シング作／松村みね子訳／原田俊雄演出 |
| 1994                   | 7       | 「女房という他人」 |
| 1994                   | 10      | 「女占い師」A. ルッサン作／梅田晴夫訳／川端槇二演出 |
| 1994                   | 11      | 「女房という他人」 |
| 1995                   | 2       | 「ジャングル★ジム」右来左往作／原田一樹演出 |
| 1995                   | 3       | 「女房という他人」 |
| 1995                   | 6       | 「ニノチカ」 「ペンキ塗りたて」R. フォショワ作／幸田礼雅訳／原田俊雄、木村有里演出 |
| 1995                   | 8       | 「ばらばら」 |
| 1995                   | 10      | 「耳に蚤」G. フェドー作／米村晰訳／出口典雄演出 |
| 1995                   | 12      | 「来週初日 サッシャ・ギドリー小品集」S. ギドリー作／岡田正子訳・演出 「仕上がりのよい手紙」S. ギドリー作／岡田正子訳・演出 「二人の食事」S. ギドリー作／岡田正子訳・演出 |
| 1996                   | 5       | 「貧すれば鈍す」P. フィリッポ作／高田和文訳／井上思演出 「一緒に夕食を！」 |
| 1996                   | 6       | 「ニノチカ」 |
| 1996                   | 8       | 「ばらばら」 |
| 1996                   | 11      | 「たそがれてキッチン」A. エイクボーン作／黒田絵美子訳／宮田慶子演出 |
| 1997                   | 3       | 「ばらばら」 |
| 1997                   | 5       | 「月の小鳥たち」M. エーメ作／宗左近訳／北澤秀人演出 |
| 1997                   | 7       | 「くたばれハムレット」P. ラドニック作／松岡和子訳／北澤秀人演出 |
| 1997                   | 9       | 「裸足で散歩」N. サイモン作／小田島雄志、若子訳／小林裕演出 |
| 1997                   | 10      | 「ひまわり荘」V. カタイエフ作／和田誠一訳／川端槙二演出 |
| 1997                   | 12      | 「ばらばら」 |
| 1998                   | 1       | 「ばらばら」 |
| 1998                   | 2 4     | 「毒薬と老嬢」井上思演出 |
| 1998                   | 5       | 「ニノチカ」 |
| 1998                   | 7       | 「燕のいる駅」土田英生作／北澤秀人演出 |
| 1998                   | 8 9     | 「マカロニ金融」黒柳徹子演出 |
| 1998                   | 12      | 「ばらばら」 |
| 1999                   | 1       | 「ばらばら」 「幸せの背くらべ」 |
| 1999                   | 5       | 「バタフライはフリー」L. ガーシュ作／黒田絵美子訳／グレッグ・デール演出 |
| 1999                   | 7       | 「創立記念祭」A. チェーホフ作／出戸一幸訳／ピーター・オイストン演出 「結婚披露宴」A. チェーホフ作／出戸一幸訳／ピーター・オイストン演出 |
| 1999                   | 9       | 「二重の不実」マリヴォー作／鈴木康司訳／井上思演出 |
| 1999                   | 11      | 「毒薬と老嬢」黒田絵美子演出 |
| 2000                   | 3       | 「幸せの背くらべ」 |
| 2000                   | 5       | 「緋い記憶」高橋克彦作／原田一樹、北澤秀人脚色／原田一樹演出 |
| 2000                   | 7       | 「マカロニ金融」 |
| 2000                   | 9       | 「バタフライはフリー」 |
| 2000                   | 10      | 「たそがれてキッチン」 |
| 2000                   | 12      | 「裸足で散歩」 |
| 2001                   | 2       | 「アウト・オブ・オーダー」R. クーニー作／黒田絵美子訳／グレッグ・デール演出 |
| 2001                   | 3 6     | 「幸せの背くらべ」 |
| 2001                   | 7       | 「四季の庭」井上思、北澤秀人演出 |
| 2001                   | 10      | 「くたばれハムレット」 |
| 2001                   | 12      | 「明日は天気」岸田國士作／原田一樹演出 「可児君の面会日」岸田國士作／原田一樹演出 |
| 2002                   | 3       | 「毒薬と老嬢」 |
| 2002                   | 5       | 「毒薬と老嬢」グレッグ・デール演出 |
| 2002                   | 6       | 「法王庁の避妊法」飯島早苗、鈴木裕美作／北澤秀人演出 |
| 2002                   | 8       | 「嫁も姑も皆幽霊」池田政之作・演出 |
| 2002                   | 9       | 「バタフライはフリー」 |
| 2002                   | 10      | 「アウト・オブ・オーダー」 |
| 2002                   | 11      | 「オスカー」鵜山仁演出 |
| 2003                   | 3       | 「幸せの背くらべ」 |
| 2003                   | 7       | 「記憶の窓」高橋克彦作／道又力脚色／原田一樹演出 |
| 2003                   | 8       | 「さあ、どうする！？」R. クーニー作／黒田絵美子訳／グレッグ・デール演出 |
| 2003                   | 10      | 「幸せの背くらべ」E. オールビー作／丹野郁弓訳／高橋昌也演出 |
| 2003                   | 11      | 「裸足で散歩」 |
| 2003                   | 12      | 「美しい日々」松田正隆作／北澤秀人演出 |
| 2004                   | 2       | 「おためし遊ばせ」池田政之作・演出 「バタフライはフリー」 |
| 2004                   | 3 5     | 「毒薬と老嬢」 |
| 2004                   | 7       | 「―初恋」土田英生作／北澤秀人演出 |
| 2004                   | 8       | 「嫁も姑も皆幽霊」 |
| 2004                   | 9       | 「オスカー」 |
| 2004                   | 10      | 「宴会泥棒」G. ｽｶﾙﾆｯﾁ＆R. ﾀﾗｳﾞｰｼ作／釜紹人演出 |
| 2004                   | 12      | 「日暮町風土記」永井愛作／北澤秀人演出 |
| 2005                   | 1       | 「おかしな二人 女性版」N. サイモン作／酒井洋子訳／北澤秀人演出 「嫁も姑も皆幽霊」 |
| 2005                   | 3       | 「幸せの背くらべ」 |
| 2005                   | 4       | 「喜劇 桜の園」池田政之作・演出 |
| 2005                   | 5       | 「オスカー」 |
| 2005                   | 8       | 「犯人は私だ！」G. ベール＆L. ベルヌイユ作／幸田礼雅訳／グレッグ・デール演出 |
| 2005                   | 9       | 「ニールとサイモン そしてガーファンクル」東野ひろあき作／北澤秀人演出 「おためし遊ばせ」 |
| 2005                   | 11      | 「ボビー」N. ヘイスティ作／黒田絵美子訳／黒田一樹演出 「さあ、どうする！？」 |
| 2006                   | 1       | 「宴会泥棒」 |
| 2006                   | 3       | 「一人二役 DOUBLE JEU」R. トマ作／仁科余志夫訳／釜紹人演出 |
| 2006                   | 3 4     | 「宴会泥棒」 |
| 2006                   | 6       | 「ハーヴィーからの贈り物」M. チェイス作／黒田絵美子訳／グレッグ・デール演出 |
| 2006                   | 9       | 「ドーターズ Daughters」J. モーガン・エヴァンス作／鴇沢麻由子訳／北澤秀人演出 |
| 2006                   | 11      | 「アルバニアンドリーム」小池竹見作／北澤秀人演出 |
| 2007                   | 1       | 「宴会泥棒」 |
| 2007                   | 2       | 「おためし遊ばせ」 |
| 2007                   | 3       | 「喜劇 桜の園」 |
| 2007                   | 4       | 「極楽ホームへいらっしゃい」池田政之作・演出 |
| 2007                   | 5       | 「嫁も姑も皆幽霊」 |
| 2007                   | 7       | 「佐賀のがばいばあちゃん」島田洋七原作／青木豪脚本／釜紹人演出 |
| 2007                   | 9       | 「マグリアの花たち」R. ハーリング作／黒田絵美子訳／北澤秀人演出 |
| 2007                   | 11      | 「オスカー」 |
| 2008                   | 1       | 「ジゼルと粋な子供たち」F. カンポ作／和田誠一訳／グレッグ・デール演出 |
| 2008                   | 3       | 「嫁も姑も皆幽霊」 |
| 2008                   | 5       | 「ホテルZOO」小山ゆうな演出／川端槇二監修 「嫁も姑も皆幽霊」 |
| 2008                   | 7       | 「殺人同盟」竹邑類演出 |
| 2008                   | 9       | 「宴会泥棒」 |
| 2008                   | 11      | 「佐賀のがばいばあちゃん」 |
| 2008                   | 12      | 「オーカッサンとニコレット」川端槇二演出 |
| 2009                   | 1       | 「嫁も姑も皆幽霊」 |
| 2009                   | 3       | 「OH！ マイパパ」R. クーニー作／黒田絵美子訳／大江祥彦演出 |
| 2009                   | 4 5     | 「佐賀のがばいばあちゃん」 |
| 2009                   | 7       | 「ハーヴィーからの贈り物」 |
| 2009                   | 8       | 「花の元禄後始末」池田政之作・演出 |
| 2009                   | 10      | 「OH！ マイママ」ブリケール＆ラセイグ作／佐藤康訳／釜紹人演出 |
| 2009                   | 12      | 「三億ぼっちでどうなるもんかよ」D. カマンカ作／梅田晴夫訳／小山ゆうな演出 |
| 2010                   | 1       | 「佐賀のがばいばあちゃん」 |
| 2010                   | 2       | 「シャルルとアンヌと社長の死体」M. ガブリエル作／池田政之脚色・演出 |
| 2010                   | 3       | 「佐賀のがばいばあちゃん」 |
| 2010                   | 5       | 「嫁も姑も皆幽霊」 |
| 2010                   | 6       | 「ダルマーさんに会いたい」V. カターエフ作／和田誠一訳／竹邑類演出 |
| 2010                   | 9       | 「ペン」バリエ＆グレディ作／住田未歩訳／釜紹人演出 |
| 2010                   | 10      | 「テーブルに十三人」G. ソヴァション作／佐藤康訳／竹邑類演出 |
| 2011                   | 1       | 「嫁も姑も皆幽霊」 |
| 2011                   | 2       | 「ササフラスの枝にそよぐ風」竹邑類演出 |
| 2011                   | 3       | 「宴会泥棒」 |
| 2011                   | 5       | 「オスカー」 |
| 2011                   | 6       | 「水族館」グレッグ・デール演出 |
| 2011                   | 7       | 「OH！ マイママ」 |
| 2011                   | 8       | 「姑は推理作家」池田政之作・演出 |
| 2011                   | 9       | 「OH！ マイママ」 |
| 2011                   | 11      | 「検察官」ゴーゴリー作／浦雅春訳／セミョン・ブーリバ演出 「OH！ マイママ」 |
| 2012                   | 2       | 「いやます苦痛 ブールヴァール小品集」川端槙二演出／木村有里ﾄﾞﾗﾏｱﾄﾞﾊﾞｲｻﾞｰ 「親父の説教」川端槙二演出／木村有里ﾄﾞﾗﾏｱﾄﾞﾊﾞｲｻﾞｰ 「大変な心配」川端槙二演出／木村有里ﾄﾞﾗﾏｱﾄﾞﾊﾞｲｻﾞｰ 「警鐘」川端槙二演出／木村有里ﾄﾞﾗﾏｱﾄﾞﾊﾞｲｻﾞｰ 「ドーヴァーの税関」川端槙二演出／木村有里ﾄﾞﾗﾏｱﾄﾞﾊﾞｲｻﾞｰ |
| 2012                   | 4       | 「幸せの値段 RU Happy？」J. パトリック作／安達紫帆訳／デボラ・ディスノー演出 |
| 2012                   | 5       | 「佐賀のがばいばあちゃん」 |
| 2012                   | 9       | 「ポプラの館」ラビッシュ作／佐藤康訳／木村有里演出 |
| 2012                   | 10 11   | 「宴会泥棒」 |
| 2013                   | 1       | 「宴会泥棒」 |
| 2013                   | 5       | 「恋の冷凍保存」釜紹人演出 |
| 2013                   | 7       | 「宴会泥棒」 |
| 2013                   | 8       | 「花はらんまん」池田政之作・演出 |
| 2013                   | 9 11    | 「OH！ マイママ」 |
| 2013                   | 11      | 「十字花」池田政之脚色・大江祥彦演出 |
| 2014                   | 1       | 「OH！ マイママ」 |
| 2014                   | 3       | 「舞台は夢」池田政之脚色／竹邑類、川端槇二演出 |
| 2014                   | 7       | 「人質に乾杯」山﨑哲史作／川端槇二演出 |
| 2014                   | 10      | 「法廷外裁判」H. セシル作／池田政之脚本・演出 |
| 2014                   | 11      | 「OH！ マイママ」 |
| 2015                   | 3       | 「ミントティー、それともレモン…？」D. ｵﾄﾞｩｸｰﾙ＆P. ｵﾄﾞｩｸｰﾙ作／佐藤康訳／山上優演出 |
| 2015                   | 5       | 「月の小鳥たち」山﨑哲史脚色／池田政之演出 「OH！ マイママ」 |
| 2015                   | 7 9     | 「殺人同盟」 |
| 2015                   | 12      | 「旦那様は狩りにお出かけ」G. フェドー作／池田政之脚色／大江祥彦演出 |
| 2016                   | 3       | 第1回NLTコメディ新人戯曲賞公演、 「アパイピシピテペルプ」ふじもり夏香作／川端槙二演出／木村有里ｽﾃｰｼﾞｱﾄﾞﾊﾞｲｰｻﾞｰ、 「お皿の前でごゆるりと 〜Who's Bad?〜」大塚祥平作／池田政之演出 |
| 2016                   | 7       | 「ペンキ塗りたて -残された肖像画‐」グレッグ・デール演出 |
| 2016                   | 7 9     | 「OH！ マイママ」 |
| 2016                   | 10      | 「劇場 -汝の名は女優‐」S. モーム作／池田政之訳・脚本・演出 |
| 2016                   | 11 12   | 「OH！ マイママ」 |
| 2017                   | 4       | 第2回NLTコメディ新人戯曲賞公演、 「その牙に気をつけろ」新堂陣作／池田政之演出 「脱退会議」佐藤雅俊作／加納健次演出 |
| 2017                   | 5       | 「OH！ マイママ」 |
| 2017                   | 7       | 「坊やに下剤を」木村有里演出 「劇場の異邦人」川端槇二演出 |
| 2017                   | 10      | 「何をしてたの五十年」釜紹人演出 |
| 2018                   | 1       | 劇団NLT、コメディ路線50周年 |
| 2018                   | 1 2     | 「毒薬と老嬢」賀原夏子、グレッグ・デール演出 |
| 2018                   | 5       | 「マカロニ金融」池田政之脚色／大江祥彦演出 |
| 2018                   | 8       | 「あなたの足元お借りします」山﨑哲史作／加納健次、池田政之演出 |
| 2018                   | 10      | 「やっとことっちゃうんとこな」池田政之作・演出 |
| 2018                   | 11      | 「毒薬と老嬢」 |
| 2019                   | ４      | 第４回NLTコメディ新人戯曲賞公演 「半永久的なWIFE」渡辺朋絵作／川端槙二演出 |
| 2019                   | 10      | 「マグノリアの花たち」ロバート・ハーリング作／釜紹人演出 |

上記は本公演、地方公演、アトリエ公演などすべて含む。

## NLTコメディ新人戯曲賞
フランスを中心とした欧米コメディを上演してきたNLTが、新たな作品とコメディの書ける作家の発掘とその育成を目的に2015年に設立した一般公募型の戯曲賞。
受賞作は主に翌年の春、毎年上演されている。
なお、この賞には再応募枠という独自の規定枠が作られ、審査員や劇作家の池田政之の選評をもとに推敲の上、翌年に同作品での再応募が認められている。
また受賞者は、戯曲賞設立と同時に新設された第二文芸部に所属することもできる。その中から、2019年にBSテレ東ドラマ「痛快時代劇『やじ×きた 元祖東海道中膝栗毛』」（池田政之が第1話と全話監修）で、山﨑哲史、ふじもり夏香、大塚祥平、佐藤雅俊、演技部の松岡翔がテレビ脚本ドラマデビューを果たした。
| 年   | 回 | 賞           | 受賞作／作者                                                                                         |
| ---- | -- | ------------ | --- |
| 2015 | 1  | 正賞         | なし                                                                                                 |
| 2015 | 1  | 佳作         | 「アパイピシピテペルプ」ふじもり夏香（2016年3月上演） 「お皿の前で、ごゆるりと」大塚祥平（同時上演） |
| 2015 | 1  | 審査員特別賞 | 「あなたの足元お借りします」山﨑哲史（2018年8月上演）                                                |
| 2016 | 2  | 正賞         | なし                                                                                                 |
| 2016 | 2  | 佳作         | 「その牙に気をつけろ！」新堂陣（2017年4月上演）                                                      |
| 2016 | 2  | 審査員特別賞 | 「脱退会議」佐藤雅俊（同時上演）                                                                     |
| 2017 | 3  |              | 該当作なし                                                                                           |
| 2018 | 4  | 正賞         | なし                                                                                                 |
| 2018 | 4  | 佳作         | なし                                                                                                 |
| 2018 | 4  | 審査員特別賞 | 「ワケアリ!!」松岡翔 「半永久的なWIFE」渡辺朋絵（2019年4月上演）                                     |
| 2019 | 5  | 正賞         | なし                                                                                                 |
| 2019 | 5  | 佳作         | 「病める時も、健やかなる時も」武 浩幸                                                                |
| 2019 | 5  | 審査員特別賞 | 「この度は、誠にご愁傷様で……」小島恒夫                                                               |
| 2020 | 6  | 正賞         | なし                                                                                                 |
| 2020 | 6  | 佳作         | なし                                                                                                 |
| 2020 | 6  | 審査員特別賞 | 「我が友ドラキュラ」大田裕康（2021年2月上演）                                                        |
| 2021 | 7  | 正賞         | なし                                                                                                 |
| 2021 | 7  | 佳作         | なし                                                                                                 |
| 2021 | 7  | 審査員特別賞 | なし                                                                                                 |
| 2021 | 7  | アイデア賞   | 「総理！ 死んで貰います」中川一美（2022年3月上演）                                                   |
| 2022 | 3  |              | 該当作なし                                                                                           |

## ディスコグラフィ
- ドラえもん（1973年放送の日本テレビ版『ドラえもん』のオーニング主題歌。メインボーカルは内藤はるみ）
- ドラえもん いん できしいらんど（同作の挿入歌。コロムビアゆりかご会と共同）

2曲とも、1973年4月10日に日本コロムビアから発売された4曲入りコンパクト盤『ドラえもん』（C-112）が初出。